# Cratere Monira
Monira è un cratere lunare di 1,07 km situato nella parte sud-occidentale della faccia visibile della Luna.